# شهرداری تینچینا
شهرداری تینچینا (به لاتین: Municipality of Tišina) یک منطقهٔ مسکونی در اسلوونی است که در اسلوونی واقع شده‌است. شهرداری تینچینا ۳۸٫۸ کیلومتر مربع مساحت و ۳٬۹۶۱ نفر جمعیت دارد.